# Тарасюк Василь Михайлович
Васи́ль Миха́йлович Тарасю́к (10 жовтня 1948, с. Ломачинці, Сокирянський район, Чернівецька область — 6 травня 2017, Ізраїль) — російський державний і політичний діяч, депутат Державної Думи від ЛДПР IV—VII скликань (2003—2017 р.р.). Доктор економічних наук.

## Біографія
Народився 10 жовтня 1948 року в селі Ломачинці Сокирянського району Чернівецької області (Україна). У 1974 році закінчив економічне відділення Київського торгово-економічного інституту, в 1991 році — Уфимський нафтовий інститут, у 2000  році — Російсько-Канадський навчальний центр з перепідготовки кадрів на базі Московського економіко-енергетичного коледжу, 2012 року завершив навчання в Російській академії народного господарства і державної служби при Президентові Російської Федерації.
Трудовий шлях розпочав у м. Чернівці, у 28 років став заступником директора одного з найбільших підприємств у приміському районі Садгора. Працював у системі Міністерства рибного господарства Української РСР, згодом переїхав до західносибірського міста Когалим, працював у системі нафтової промисловості СРСР: начальником відділу робітничого постачання підприємства «Повхнефть», заступником начальника підприємства «Варьегазнефть», заступником генерального директора «Когалимнафтогаз», заступником генерального директора ТОВ «ЛУКОЙЛ — Західний Сибір». Згодом досвід і талант керівника знадобився в іншій частині Росії — Краснодарському краї, куди запросили на посаду генерального директора Афіпського нафтопереробного заводу. З 2003 року працював у Державній Думі Росії.

## Громадська діяльність
Двічі обирався до Когалимської міської думи Ханти-Мансійського автономного округу (АО). Був членом Ліберально-демократичної партії Росії. Став одним із засновників Всеросійського національного союзу і очолив фракцію центру в IV Думі. Чотири рази обирався депутатом Державної Думи Федеральних Зборів Російської Федерації, заступником голови Комітету з питань місцевого самоврядування.
Був членом міжпарламентської групи ОБСЄ, членом робочої (тристоронньої) групи з удосконалення міжбюджетних відносин в Російській Федерації. Координатор депутатської групи зі зв'язків з Угорською Республікою. Член Міжпарламентської комісії зі співробітництва між Федеративними Зборами Російської Федерації і Міллі Меджлісом Азербайджанської Республіки. Дійсний член Міжнародної академії інформатизації. Доктор економічних наук. Заслужений працівник Мінпаливенерго Росії.

## Нез'ясована кончина
6 травня 2017 року ізраїльські ЗМІ повідомили про загибель росіянина під час купання в Мертвому морі. Біля 8 години диспетчери «Маген Адом» прийняли екстрений виклик з пляжу готелю Herods (селище Неве Зохар): рятувальники витягли на берег чоловіка без свідомості. За словами фельдшера Шані Гамліель потерпілому почав надавати першу допомогу пляжний рятувальник, але до моменту прибуття бригади «МаДа» чоловік був у стані клінічної смерті, пульс і дихання були відсутні. Реанімаційні дії не увінчались успіхом. Постраждалий перейшов у стадію біологічної смерті. Інформацію про загибель громадянина РФ підтвердив представник посольства РФ в Ізраїлі, однак ім'я загиблого не розголошувалось. 10 травня в російських ЗМІ почала появлятися інформація, що загиблим росіянином був депутат Держдуми РФ Василь Михайлович Тарасюк.

## Відзнаки, нагороди
- Орден Пошани.
- Медаль «Ветеран праці».
- Медаль ордена «За заслуги перед Вітчизною» ІІ ступеня.
- Медаль «100 років від дня заснування Державної Думи Росії»,
- Відзнака «Парламент Росії».
- Почесна грамота губернатора Ханти-Мансійського автономного округу.
- Медаль «За зміцнення співдружності».
- Почесний громадянин села Ломачинці.
- Подяка Голови Державної Думи.